# Home (documentário)
Home é um documentário lançado em 2009, produzido pelo jornalista, fotógrafo e ambientalista francês Yann Arthus-Bertrand. O filme é inteiramente composto de imagens aéreas de vários lugares da Terra. Mostra-nos a diversidade da vida no planeta e como a humanidade está ameaçando o equilíbrio ecológico. O filme foi lançado simultaneamente ao redor do mundo em 5 de junho nos cinemas, em DVD, Blu-ray, na televisão e no YouTube, disponibilizado em 181 países. Home teve sua estreia no festival mundial Dawn Breakers International Film Festival em 2012. O filme foi financiado pela Kering, uma holding francesa especializada em artigos de luxo. É totalmente gratuito e sem lucros comerciais.
Em Portugal, a estreia deste documentário foi feita através do canal RTP 2, pelas 20 horas.

## Produção
"Home" foi filmado em vários estágios devido à extensão das áreas retratadas. Levando cerca de 18 meses para ser completado, o diretor Yann Arthus-Bertrand, um operador de câmera, um engenheiro de câmera e um piloto voaram em um pequeno helicóptero através de várias regiões em cerca de 50 países. A filmagem foi feita utilizando câmeras Cineflex de alta definição suspensas em uma esfera giratória estabilizada, montada na base do helicóptero. Essas câmeras, originalmente fabricadas para artilharia, reduzem as vibrações ajudando a capturar imagens suaves. Após quase todos os voos, as gravações eram imediatamente checadas para se ter a certeza de que elas eram viáveis. Após toda a filmagem ter sido completada, a equipe tinha cerca de 488 horas de filmagem para editar.

## Distribuição
Para promover o documentário online, foi criado um canal no Youtube conhecido como "HomeProject". Nele, havia vários vídeos curtos filmados em diferentes partes do mundo, incluindo o Círculo Polar Ártico, a África e grandes metrópoles.
Em 9 de março de 2009, uma conferência com a imprensa foi feita em Paris, onde Yann Arthus-Bertrand e vários produtores conversaram com a mídia sobre os problemas levantados no filme, e confirmando que Home seria o primeiro filme a ser simultaneamente lançado nos cinemas, na televisão, em DVD e na internet em cinco continentes.
Em 5 de maio de 2009, uma segunda conferência com a imprensa foi feita novamente em Paris, onde os mesmos membros da equipe anunciaram que a estreia do filme seria em 5 de junho de 2009, Dia Mundial do Ambiente. Anunciaram ainda que Home seria 100% grátis para todos, pois "os benefícios desse filme não podem ser contabilizados em dólares, mas em audiência". Eles também revelaram que a Kering seria patrocinadora do filme para cuidar de custos inevitáveis.
O filme foi transmitido em 14 idiomas. A versão em blu-ray foi lançada pela 20th Century Fox e contém as versões em inglês e francês. O lucro obtido será destinado à Good Planet Company.

## Direitos Autorais
O diretor disse em uma conferênciaTED que o filme não tem copyright. "Esse filme não tem copyright. No dia 5 de junho, o Dia Mundial do Ambiente, todos poderão fazer download do filme na internet". O filme foi dado pelo distribuidor para a TV e o cinema de graça para ser mostrado no dia 5 de junho. Mesmo assim, um aviso de copyright aparece nos créditos finais.
Várias versões do filme em alta definição estão disponíveis para download. ClearBits, uma comunidade online de mídia digital, fornece uma versão de 93 minutos do filme em alta definição no formato mp4 via torrent. Archive.org e Vimeo também oferecem versões em alta definição.

## Recepção do público
O filme teve uma alta recepção na estreia, recebendo mais de 400.000 visualizações nas primeiras 24 horas no YouTube. Em junho de 2012, as versões em francês, inglês, alemão, espanhol, russo e árabe no YouTube tiveram um total de mais de 32 milhões de visualizações. O filme foi exibido em vários canais pelo mundo, incluindo a rede internacional National Geographic Channel. O canal France 2 estreou o filme para mais de 8,3 milhões de pessoas somente na França. Na Índia, Home foi exibido exclusivamente pela rede a cabo STAR World.

## Recepção crítica
Em geral, o filme foi aclamado pelo seu visual mas recebeu críticas acerca da narração e da contradição entre sua mensagem e a política do patrocinador.
Jeannette Catsoulis do New York Times critica a narração do filme e Glenn close, o narrador da versão em inglês, devido ao conteúdo e ao estilo: "[...] Glenn Close, cuja narração arrogante [...] faz o filme parecer quase tão longo quanto a vida de seu próprio tema". Além disso, ela denuncia as acusações do filme frente ao "estilo de vida moderno que 'destrói o essencial para produzir o supérfluo' - uma acusação com a qual os financiadores do filme, levados pela corporação por trás da luxúria, como Balenciaga e Gucci, estão provavelmente familiarizados...".
Jean-Michel Frodon, um crítico francês, expressou a opinião de que "Home teve muita audiência mas não teve muito eco", pois a personalidade de Arthus-Bertand, suas atividades e o conceito de custo zero obtiveram mais atenção do que o próprio filme.